# Historia de la prensa escrita
La historia de la prensa escrita hace referencia a la evolución cronológica y social de las publicaciones impresas.

## Prensa escrita
Dicho concepto hace referencia a todas aquellas publicaciones impresas las cuales se diferencian entre sí debido a su periodicidad: hablamos de periódico cuando se trata de una publicación diaria, semanario o revista cuando es semanal y anuario si es una obra de referencia en la cual se recogen datos y acontecimientos sobre un tema en concreto con una periodicidad anual. De igual modo, existen revistas mensuales —propio de aquellas de carácter especializado—.

## Nacimiento y evolución
Uno de los elementos más importantes de cualquier tipo de vida social o universo social, es la necesidad de información. El afán por saber y conocer ha suscitado siempre la vocación del periodista que, desde los griegos hasta los trovadores del medievo y pasando por los narradores africanos, desempeñaban una función fundamental de comunicación, información y progreso. La escritura ha constituido una fuente periódica de noticias que han creado el marco de las relaciones personales y profesionales.
Expertos[cita requerida] señalan 1440  como el periodo de nacimiento de los medios de comunicación social, es decir, la invención de la imprenta por Johannes Gutenberg habría dado comienzo a toda una larga historia que continúa hasta nuestros días.  Frente a esta teoría, cabe recordar que ciertos historiadores apuntan como uno de los primeros diarios a aquel de la Roma Republicana, el Acta Diurna -que eran una serie de tablones en los que se recogían los acontecimientos más importantes que sucedían en el Imperio, se colgaban en los muros del palacio imperial o en el foro- presente en el supremo Foro Romano a instancias de Julio César en torno al 59 a. C. De igual modo y posteriormente —año 413 d. C.—, en el lejano Oriente, el gobierno imperial chino publicaría Noticias Mezcladas. No obstante, bien es cierto que ambas no gozaron de gran éxito entre el público ni tampoco en su distribución, reconociendo así el mérito del invento de Gutenberg en lo que a la difusión masiva se refiere.
En la evolución de la prensa escrita a partir del siglo XV, cabría destacar un factor determinante: esta no se habría producido únicamente por la aparición en escena de la imprenta, sino también y como apuntan diversos testimonios, gracias al incremento del número de personas que, si bien no estaban capacitados para la correcta extracción de aquellas ideas presentes en los textos, comenzaron a alfabetizarse, es decir, iniciaron un aprendizaje en lo que a leer y escribir respecta. 
El afán humanístico de registrar todo aquello cuanto acontecía dio origen a cuatro bloques de documentos que bien podrían considerase el “germen” de los medios de comunicación social. Surgieron así las crónicas, herederas de los Annali de la antigua Roma, las cuales  se trataban de un compendio de todas aquellas aventuras de los monarcas así como de  los acontecimientos ciudadanos de la época, con un claro tinte propagandístico.  Por su parte, las llamadas cartas-diario comenzarían a añadir informaciones de corte político o militar a la correspondencia mercantil.  En tercer lugar se situarían los almanaques, considerados el vehículo de alfabetización de la ingente masa desfavorecida, los cuales incluían desde predicciones del tiempo a consejos y proverbios moralizantes.
Finalmente, los “avissi” “fogli a mano” “gazzettas” o “nouvelles à la main” se alzarían con un mercado previo al del periodismo de acontecimientos. Estos no eran más que folios plegados en los cuales los autores se hacían eco de todas aquellas noticias útiles relacionadas con la circulación de mercancías e incluso, aquellas sobre hechos de interés público. La relación que este último tipo de publicación tiene con el concepto de periódico que conocemos hoy en día es evidente. No en vano, cabe mencionar que el término gazzetta sigue estando vigente en la mayor parte de Italia.
Con el paso del siglo aparecerían nuevas publicaciones periódicas como fue el caso de los Ocasionales y de las Relaciones. En cuanto a los primeros, los más antiguos datan de 1470, procedentes de Bolonia, teniendo como tema el avance de los turcos por el Mediterráneo. Otro ejemplo serían aquellos que contaron en su momento la actualidad sobre el descubrimiento de América (1492), los ocasionales de Cristóbal Colón. Esta publicación gozaría del favor del público europeo hasta el siglo XIX, siendo conocidos en Francia con el nombre de canards y en la zona centroeuropea como newe zeitungen. De la misma forma que sucedió con las crónicas, los ocasionales pasaron a emplearse como vehículo propagandístico por parte de los grandes estados de la época. En cuanto a las Relaciones, destaca su carácter semestral el cual permitía aglutinar los principales acontecimientos acaecidos en el Viejo Continente durante los seis meses comprendidos entre las dos ferias anuales de editoriales y libreros en la ciudad de Frankfurt.

## La prensa en los siglosXVIyXVII
El siglo XVI estuvo colmado de célebres creaciones, ilustres individualidades y acontecimientos. Cultivaron el sensacionalismo y lo fantástico, así como lo espectacular de las ceremonias cortesanas. Europa iría entrando de manera progresiva en una fase que los estudiosos de la materia han denominado protoperiodismo, periodo que vio su consagración en el siglo posterior.
Con la llegada del Barroco en el siglo XVII se superan todas las expectativas previstas en épocas anteriores. Desde un punto de vista económico, los diversos estados europeos se encontraban inmersos en una profunda crisis, fruto de las continuas revueltas sociales, los duros conflictos políticos y las guerras de religión. Sin embargo, en ningún momento esta situación influiría de manera negativa en el mundo del protoperiodismo. A un ritmo vertiginoso los medios de información del siglo anterior se consolidarían, generalizando de esta manera el periodismo.
A esto contribuyeron en buena medida las Gacetas, publicaciones semanales. Dejando a un lado la Gazette Française de Marcellin Allard y Pierre Chavalier (1604) aparecen como zonas destacadas en la producción de gacetas los Países Bajos y el Imperio alemán. Fue en Amberes donde surgió el modelo que posteriormente imitaría el resto de los estados europeos, la Nieuwe Antwersche Tijdinghe, en francés y flamenco, publicado bajo el amparo de los archiduques Alberto e Isabel. En un comienzo estas gacetas serían impresas por medio de iniciativas privadas. Sin embargo, las monarquías verían pronto un medio de propaganda en estas gacetas, sometiéndolas a su antojo. Dentro del ámbito nacional en España, estas publicaciones gozaron de gran influencia, surgiendo las primeras en Madrid y Sevilla en 1661.

## El Siglo de las Luces
La llegada del siglo XVIII trajo consigo la Ilustración o Siglo de las Luces. Una nueva mentalidad azotó Europa, una mentalidad la cual tenía como objetivo sacar a la población de las tinieblas de la ignorancia en la cual vivían día tras día. Francia ocuparía entonces el centro de la cultura europea y por ende, mundial, mientras Gran Bretaña, que se postulaba como la gran tierra de la libertad, sufría su primera revolución industrial. Sería precisamente en tierras inglesas donde apareciera el primer diario entendido como tal, The Daily Courant (1702) de Samuel Buckeley, donde se apostó de lleno por la independencia y la objetividad informativa a la par que se intentó concebir este mundo desde una perspectiva empresarial. Por su parte, el clima ideológico de la época motivó un periodismo de opinión, más creativo, por el cual apostarían personajes como Daniel Defoe, autor de Robinson Crusoe y fundador de The Weekly Review (1704-13) o Jonathan Swift, autor de Los viajes de Gulliver y editor del Examiner.
El periódico se convirtió, con ayuda de la configuración y creación histórica de las sociedades modernas, en un actor político y social que se encuentra actualmente participando tanto en un universo periodístico como en un campo político y cultural al que llega a través de su participación en la esfera pública. La prensa encuentra su lugar dentro de la historia sociocultural y política, donde se considera como un privilegio ya que muestra cuales son las prácticas culturales desarrolladas en cada momento y los posibles significados que surgen de esta. También, como fuente de información, ocupa un lugar clave en la reflexión histórica que permite centrarse en conocer aspectos de los distintos procesos históricos para comprenderlos.
Los cafés fueron los centros más importantes de circulación de periódicos, donde la gente se reunía a comentar las noticias, y a partir de ese momento la distribución se hacía por medio de pregoneros. Ante tal desarrollo surgió uno de los pilares de los estados democráticos, la opinión pública. De nuevo Inglaterra tomó protagonismo por la aprobación del Libel Act (1792), la primera ley de prensa burguesa, y por ser el lugar donde apareció a finales de siglo la prensa de negocio. Junto a lo anterior, la revolución industrial y la aparición del ferrocarril, se erigieron bastiones que permitieron hacer de la Inglaterra de finales del siglo XVIII el emblema del periodismo moderno, a lo que en gran medida contribuyó la aparición de The Daily Universal Register, posteriormente denominado The Times (1788), que inauguró una nueva etapa en la comunicación en prensa.
En lo que respecta a España, no fue hasta este siglo cuando comenzó la andadura de la prensa escrita. Los periódicos estaban únicamente al alcance de los bolsillos más adinerados pues a diferencia de lo sucedido en Inglaterra, la única fuente de ingresos para los editores se hallaba en la venta pues no existiría publicidad hasta el siglo siguiente.  En cualquier caso, el papel jugado por la prensa en este periodo se antojó determinante a la hora de la difusión de las ideas ilustradas propias de la época.  Entre estos primeros periódicos destacó El Diario de los Literatos de España (1737), publicación de carácter cultural que duraría pocos años. Mientras, otro género importante fue aquel de la prensa económica, en especial El Semanario Económico (1765-1766) en el cual se difundieron las ideas ilustradas relacionadas con este ámbito de la sociedad.

## La prensa en el siglo de las Revoluciones y la aparición de los medios de masas
Con la llegada del siglo XIX, un clima revolucionario sobrevolaba las cabezas de todos y cada uno de los ciudadanos europeos. Los periódicos de ideología liberal luchaban de forma encarnecida contra los intentos por restaurar el absolutismo tras el vendaval que trajo al Viejo Continente el general francés Napoleón Bonaparte. De esta forma, dichas publicaciones se erigieron como estandartes en las revoluciones tanto de 1830 como de 1848, la comúnmente conocida como Primavera de los Pueblos. El transcurso del siglo traería consigo el triunfo del liberalismo y con ello, el reconocimiento de la libertad de expresión y la puesta en práctica de diversas leyes de prensa. Sería precisamente en este mismo siglo cuando surgieran las agencias de noticias y de publicidad, siendo la inglesa Reuters la primera en fundarse (1851). Aparecerán entonces un gran número de periódicos para todo tipo de público y bolsillo: de gran calidad y elevado precio, más baratos y sensacionalistas así como radicales, destinados a la ingente proletaria de la época.
Dentro de la prensa anidan una industria, un medio de información y entretenimiento, un servicio y un instrumento de influencia política. Sin embargo la prensa y los medios de comunicación, antes que nada, tienen que ver con el poder. La historia de la prensa está remarcada por una serie de intereses políticos y sociales que han ido jugando con la humanidad desde muchos siglos atrás. El papel de la prensa ha ido ligado a un hilo conductor a través de la historia que se denomina conflictos bélicos.
En España, la primera mitad de siglo vino marcado por la Guerra de la Independencia y posteriores consecuencias en lo que a venideros regímenes políticos se refiere. El Gobierno Provisional de Cádiz trajo consigo la libertad de prensa y la aparición de múltiples publicaciones de diversas tendencias como el liberal El Robespierre español, el afrancesado La Gaceta de Sevilla o el anticonstitucional El Censor General. La vuelta de Fernando VII supuso el fin de dicha actividad, reiniciándose ésta con su muerte. Sin embargo, no será hasta el periodo posterior a la Gloriosa cuando de nuevo surgieran numerosas publicaciones, favorecidas en gran parte por la libertad de prensa otorgada por la Constitución de 1869. De esta manera, comenzó la difusión no sólo de los primeros periódicos obreros, sino que también apareció en escena la prensa femenina.
Con la llegada de los últimos compases del siglo aparecería la llamada prensa de masas, lo que dio  lugar al new journalism o nuevo periodismo tanto en EE. UU. como en algunos países europeos. Se conocerá entonces una tirada no experimentada nunca antes, con un amplio espacio dedicado a la publicidad.  Será precisamente este último factor aquel que determine el bajo coste de las publicaciones.  Desde este preciso instante, la prensa se convertirá en un arma de doble filo, capaz de manipular a toda una sociedad.  En este contexto aparecería la fórmula amarillista, fórmula que terminó por sucumbir ante la aparición de diarios de información general según el modelo del New York Times, como sería el caso de Le Figaro en Francia o Il Corriere della Sera en Italia.

## La prensa como arma política
Durante la Segunda Guerra Mundial, la prensa fue utilizada por los ejércitos beligerantes de manera que no mostrase en ningún momento la realidad que les rodeaba con el único fin de mantener viva la esperanza de la población. Sin embargo, este falseamiento de la información fue desenmascarado por los europeos, quienes entraron en conflicto con la prensa escrita. Así se llega al convulso periodo de entreguerras, y al establecimiento de dos modelos de información: de un lado se establecería aquel propio de los totalitarismos, los cuales convirtieron a los medios en su principal arma, mientras que por otro lado, países de tradición liberal, como es el caso de Inglaterra, mantuvieron vigente la libertad de expresión. Al igual que había sucedido previamente, los combatientes en la II Guerra Mundial tomaron los medios de comunicación disponibles. El mejor ejemplo se encuentra en la propaganda que utilizó el nazismo, denominada propaganda nazi.
En España, los efectos de la guerra y el control de los medios se vieron reflejados en el territorio español en los sucesos correspondientes a la guerra civil "No obstante, esta situación no fue exclusiva del exterior de nuestras fronteras, sino que se habría dado con anterioridad en el conflicto fratricida acaecido en España a finales de los años 30".
Durante cualquier conflicto bélico, cada bando monopoliza la información a su gusto con un único objetivo: ganar la guerra. En el caso de España, la prensa pasó a ser portavoz del poder; convirtiéndose así un mismo periódico (según el avance de cada bando) en el portavoz del Partido Comunista y a posteriori en órgano de la Falange Española. El periódico ABC (que seguía una línea editorial monárquica) sirve para ilustrar un ejemplo sobre esta situación, donde aparece con un corte abiertamente republicano y antimonárquico durante el control de los republicanos en Madrid.
Tras el periodo de las grandes guerras, el periodismo se tornó un medio objetivo. A la prensa escrita le acompañarían en su camino otros dos medios, la radio y la televisión. Los Estados defenderían entonces los derechos propios de la comunicación mediante la firma de tratados y convenios internacionales de obligado cumplimiento para todos los firmantes, como la Declaración Universal de los Derechos Humanos.

## La prensa escrita junto a la producción social de comunicación
En el contexto de las sociedades mediatizadas, la prensa escrita representa el gran magma de estudio de las transformaciones socioculturales de los grupos sociales que propicia la evolución de los géneros discursivos y la creación de una red de producción de discursos.
La prensa escrita y la producción social de la comunicación son dos elementos que han ido ligados a lo largo del tiempo con un único objetivo: el estudio de las relaciones que existen entre la comunicación pública y el cambio de las sociedades. La información que se crea con el objetivo de ir destinada al conjunto de la comunidad es un fenómeno de producción social, donde se institucionaliza el tratamiento y el uso del elemento más cercano a la prensa escrita: la comunicación pública. Manuel Martín Serrano afirmó que “Los media organizan la visión de la realidad en ámbitos cuidadosamente separados a nivel narrativo, que he denominado “mundos”". Esos mundos separan el ámbito público del privado, mostrando así cómo estos cambian y evolucionan sus significados con respecto a las transformaciones históricas que se han ido sucediendo en todas las sociedades y que, al fin y al cabo, han sido reflejadas en la prensa escrita.
Otro elemento colindante es la construcción social del acontecimiento en la prensa escrita. La prensa contribuye a la construcción de hechos y perpetúa las denominaciones de acontecimientos que cuentan con “la memoria de la actualidad”. El discurso mediático se caracteriza tanto por “lo que dice, como por lo que no dice” . Las figuras de estilo, alusiones y demás palabras basadas en el sobre-entendimiento han estado ligados a la prensa desde antaño, demostrando así que estas ilustran todo tipo de acontecimientos y los dotan de un valor más emocional y social que toponímico y temporal. Por ejemplo, podríamos mencionar el suceso de Hiroshima o el 11 de septiembre, acontecimientos que debido a su construcción social y de actualidad, han sido tintados con valores más emocionales que meramente informativos. Estos sustantivos de acontecimiento juegan un papel clave en la memorización cotidiana de denominaciones y representaciones de ciertos sucesos que ocurren en el día a día de las sociedades y que, inevitablemente, ilustran la historia de la prensa escrita.